# Sendražická lípa
Na východním okraji obce Sendražice u křižovatky s cestou do obce Neděliště roste památná lípa malolistá (Tilia cordata), jejíž odhadované stáří se pohybuje okolo 500 let. Strom dosahuje výšky 20 metrů a obvod kmene přesahuje 530 centimetrů.